# سیارک ۵
سیارک ۵ (به انگلیسی: Astraea 5) پنجمین سیارک کشف‌شده است که در ۸ دسامبر ۱۸۴۵ کشف شد.
قدر مطلق سیارک برابر ۶٫۸۵ است.